# Soninke jezik
Soninke jezik (ISO 639-3: snk; ostali nazivi: marka, maraka, sarakole, sarakule, sarawule, serahuli, silabe, toubakai, wakore, gadyaga, aswanik, diawara, sarahole, sarahuli, walpre), značajan jezik skupine mande, kojim govori oko 1 250 000 ljudi u Zapadnoj Africi. Većina od 700 000 govornika živi u Maliju (1991.), ostali u Senegalu 250 000 (LeClerc 2007.), Gambiji 156 000 (2006.), Mauritaniji 39 000 (2006.), Gvineji Bisau 5000 (LeClerc 2005.).
Jezik soninke jedini je predstavnik istoimene podskupine, šire skupine soninke-boso. Ima nekoliko dijalekata: azer (adjer, aser) [snk-aze], kinbakka [snk-kin], xenqenna [snk-xen], gadyaga [snk-gad].
Nacionalni jezik u Maliju, jedan od službenih u Senegalu. Svoj jezik nazivaju soninkanxaane. Za njega postoji i naziv marka, ali nije isto što i Marka [rkm] iz Burkine Faso koji pripada skupini Manding.
Soninke se etnički sastoje od 3 glavne skupine Marka, Nono i Aser, a najvažnija plemena su Sisse, Drame, Sylla i Kante.
Skupina Diawara koja živi među Soninkama govori njihovim dijalektom, ali etnički sebe smatraju različitima od Soninki. Diaware žive kao pastiri na masivu Soninke u selima od po nekoliko stotina ljudi. Njihovo ime jedan je od alternativnih naziva za jezik soninke.

## Vanjske poveznice
- Ethnologue (14th)
- Ethnologue (15th)